# Schaeferhof
Pour l’article homonyme, voir Le Schaeferhof.
Schaeferhof est un village français, situé dans le département de la Moselle (en région Grand-Est) et faisant partie de la commune de Dabo.

## Toponymie
- Anciennes mentions : Auf dem alten Hoff, Auf dem Schaefferhoff (1723) ; Schafferhoff (1754)[1] ; Schefferdorf (1793)[2] ; Schoefferdorf (sans date)[2].
- Schäferhof en francique lorrain.

## Histoire
Des vestiges de l'époque gallo-romaine ont été découverts sur l'emplacement actuel du village, laissant entendre que le site était déjà peuplé il y a plus de deux mille ans. Un petit fortin dominait probablement l'actuel village à l'emplacement du rocher des Païens (Heidenschloss) .
En 1597, Vixen Hannssen, garde forestier de Dabo acquiert des terres au canton Neustatt, ban de Dabo près de Haselbourg. Il y établit une ferme près du moulin seigneurial de Neustadtmühle, semble-t-il à l'emplacement actuel du hameau du même nom. Le moulin et la ferme seront réduits en cendres en 1635 en pleine guerre de Trente Ans.
Le moulin de la Neustadtmühle est reconstruit en 1691.
Le site Auf dem Schaefferhoff n'apparaît dans les registres paroissiaux qu'à partir de 1723. Plusieurs familles s'y installent à cette époque.
À partir de 1740, Schaeferhof s'agrandit de façon durable et la chapelle Sainte-Odile est édifiée en surplomb de la Neustadtmühle. À la veille de la Révolution française, la population du village est estimée à 150 habitants.
Le village de Schaeferhof est rattaché à Dabo durant la Révolution française.
En 1847, Schaeferhof revendique et obtient l'attribution du bois Bourgeois de Dabo.
Le village redevient Français en 1918 mais les paroissiens dédisent en 1929 un vitrail de l'église à Mgr Willibrord Benzler, l'évêque allemand expulsé manu militari par les autorités Françaises. 
Lors de la Seconde Guerre mondiale, le village est occupé dès le 21 juin 1940 et libéré le 21 novembre 1944 par les troupes du général Massu.

## Démographie
| Année | Population |
| ----- | ---------- |
| 1740  | 30         |
| 1811  | 290        |
| 1847  | 399        |
| 1870  | 500        |
| 1905  | 552        |
| 1944  | 687        |
| 1982  | 932        |
| 1990  | 927        |
| 2005  | 817        |
| 2017  | 767        |

## La chapelle Sainte-Odile
La chapelle Sainte-Odile qui surplombe le hameau de la Neustadtmühle a été édifiée par Jean-Jacques Bernauer en 1740. La gravure sur le linteau de la chapelle atteste cette date.

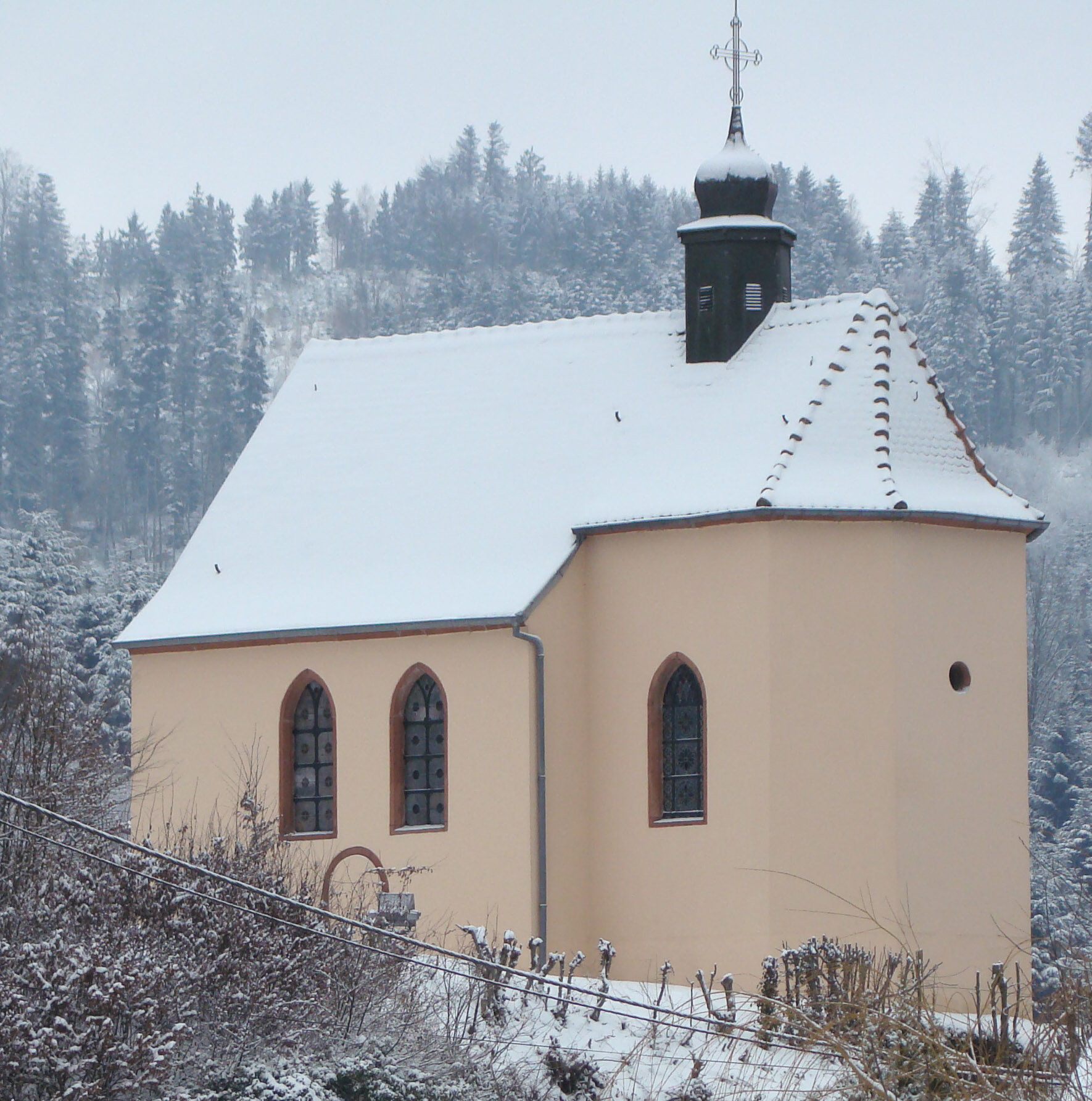
Chapelle Sainte-Odile vue de la rue du stade (Schaeferhof)

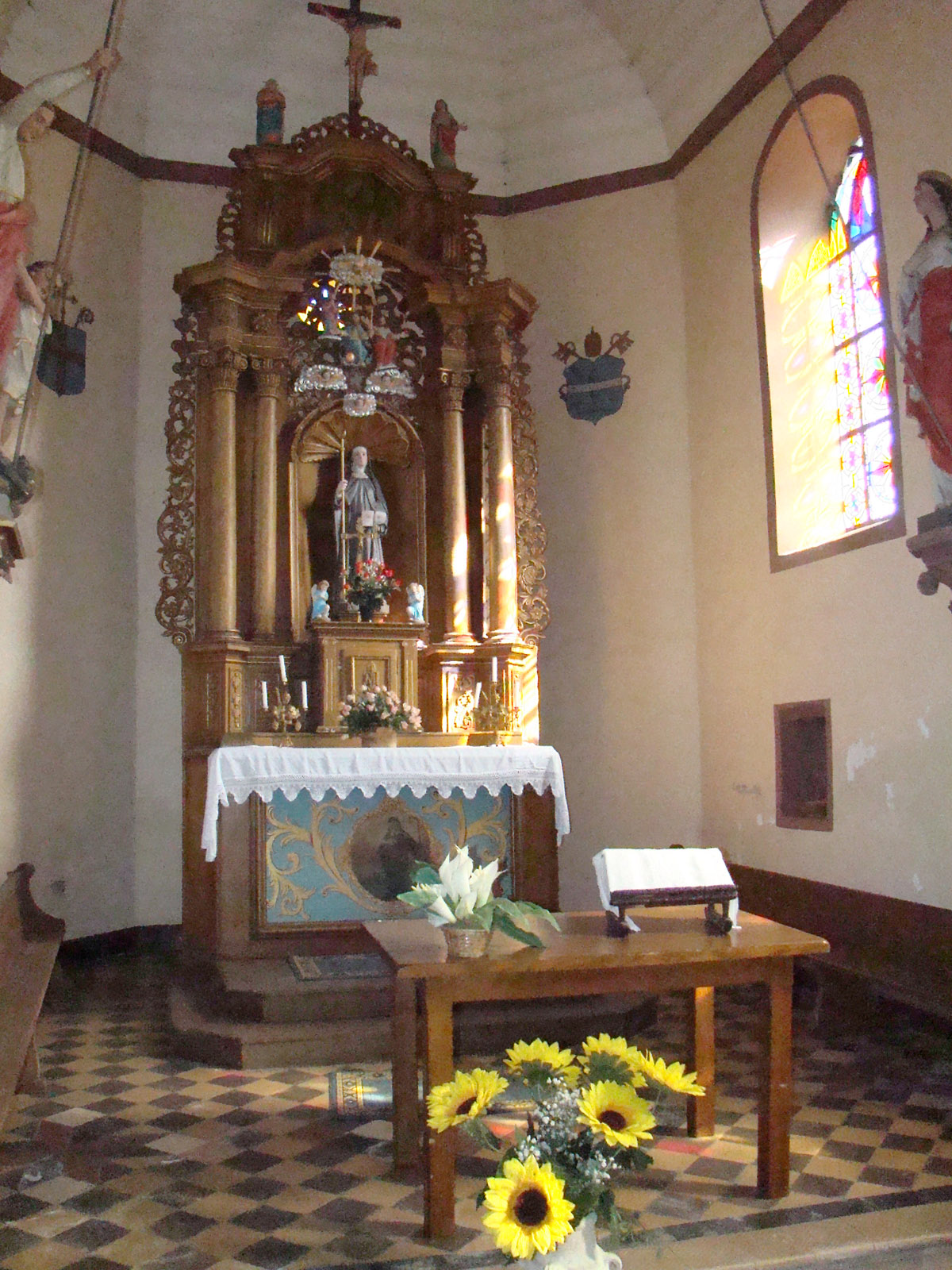
Le chœur de la chapelle Sainte-Odile (Schaeferhof)

Toutefois, les recherches effectuées par l'historien Jean-Claude Koffel attestent l'existence d'actes notariés antérieurs à la construction de la chapelle et l'hypothèse de l'existence d'une première chapelle, détruite au XVIIe siècle, est aujourd'hui retenue.
À la date de l'édification de la chapelle actuelle, le village de Schaeferhof est rattaché à l'Alsace qui est religieusement sous la protection de sainte Odile. Ceci semble expliquer l'origine du nom de la chapelle. Rapidement, la chapelle sert de lieu de culte pour les habitants des environs pour lesquels l'église de Dabo, distante de 5 kilomètres est trop éloignée. Un ermitage est construit à proximité de la chapelle. Les ermites de l'ordre de saint François entretiennent la chapelle et offrent aux habitants de Schaeferhof et de la Neustadtmühle, prières, catéchismes et visites de malades.
En 1796, à la suite de la déchristianisation se produisant en France, la chapelle est vendue comme bien national à un particulier. Il faudra attendre 1842 avant qu'elle ne soit rendue au culte. Une messe y est alors célébrée chaque dimanche.
En 1881, sous l' Empire allemand, l'église de Schaeferhof est édifiée ce qui contribuera à limiter les utilisations de la chapelle. Après la Première Guerre mondiale, la chapelle est saccagée et profanée.
Repeinte et réhabilitée, la chapelle restaurée est inaugurée le 25 novembre 1925 par l'abbé Nicolas Michel.
La chapelle Sainte-Odile reste aujourd'hui un site librement ouvert aux visiteurs.